# Juan Luis Ossa Bulnes
Juan Luis Ossa Bulnes (Santiago, 11 de octubre de 1942), es un abogado, académico y político chileno, exdiputado por el Partido Nacional (PN).

## Biografía
Sus padres fueron Adolfo Ossa Joglar y Ana Bulnes Sanfuentes, hermana del exministro Manuel Bulnes Sanfuentes y de los ex parlamentarios Francisco y Jaime. Tras hacer sus estudios en el Colegio San Ignacio Alonso de Ovalle y pasar por la Escuela Militar, ingresa a la Facultad de Derecho de la Pontificia Universidad Católica de Chile, titulándose de abogado y especializándose en derecho minero. Es profesor titular de Derecho de Minería en la Universidad Católica de Chile.

## Vida pública
A fines de la década de 1960 hace su ingreso en política, entrando a militar al Partido Nacional (PN). En las elecciones parlamentarias de 1969 se presentó como candidato a diputado por la 25° Agrupación Departamental "Ancud, Castro, Quinchao y Palena", sin resultar electo. En marzo de 1971 fue uno de los fundadores del diario Tribuna, de ideología contraria al gobierno de Salvador Allende, y en marzo de 1972 fue nombrado presidente de la juventud del PN, además de ser el encargado de su formación política. Paralelamente se desempeñó en el directorio de la Sociedad Nacional de Minería (SONAMI). En las elecciones de 1973 es elegido diputado por el primer distrito metropolitano, periodo 1973-1977. Integró la comisión de Defensa Nacional y forma parte de los diputados promotores del acuerdo del 22 de agosto, que denunciaba presuntos abusos al Estado de Derecho propiciados por el gobierno de Salvador Allende.
No pudo finalizar su periodo legislativo, luego de la disolución del Congreso Nacional, el 21 de septiembre de 1973.
El periodista Manuel Salazar afirma en su libro Contreras, Historia de un Intocable, que Juan Luis Ossa Bulnes, fue jefe del Comando Rolando Matus, un grupo de choque nacido durante el gobierno de la Unidad Popular (UP), al alero del Partido Nacional.
Durante la dictadura militar encabezada por Augusto Pinochet, participó de la redacción de la Ley Orgánica de Concesiones Mineras y del Código de Minería. Además de ello se ha dedicado a la publicación de diversos textos de interés académico, entre los cuales se encuentra el tratado Derecho de Minería en dos tomos, con ediciones en 1989, 1992, 1999 y 2007, que incluye legislación comparada de América Latina y ha sido considerado por el diario El Mercurio el más completo de Chile sobre este tema. En su calidad de profesional, recibió el "Premio Seminario de Derecho Público", otorgado por la Pontificia Universidad Católica de Chile (PUC).
En 1983 integró la primera directiva del Movimiento de Unión Nacional (MUN), embrión de Renovación Nacional (RN).
En ocasión de su designación en CODELCO fue acusado en mayo de 2010 por el senador socialista Camilo Escalona de ser “un destacado representante del lobby corporativo del sector minero privado".

## Matrimonio e hijos
Está casado con la historiadora Lucía Santa Cruz Sutil; es vicepresidente del Colegio de Abogados y militante de Renovación Nacional. Es padre de los abogados Francisco Javier y Juan José Ossa Santa Cruz y del historiador y académico Juan Luis Ossa Santa Cruz.

## Historial electoral

### Elecciones parlamentarias de 1973
- Elecciones parlamentarias de 1973 para la 7ª Agrupación Departamental, Santiago.[8]